# Beilby Lawley, 3. Baron Wenlock

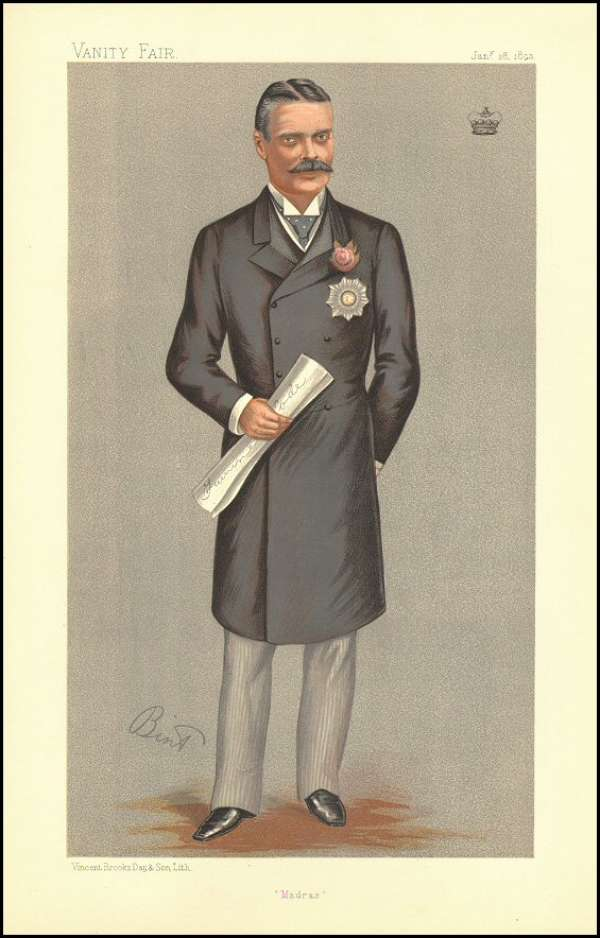
Karikatur des Lord Wenlock in der Vanity Fair, 1893.

Beilby Lawley, 3. Baron Wenlock GCSI GCIE KCB VD PC (* 12. Mai 1849 in London; † 15. Januar 1912) war ein britischer Politiker und Kolonialbeamter. Er war von 1891 bis 1895 Gouverneur von Madras.

## Leben
Er war der älteste Sohn des Beilby Richard Lawley, 2. Baron Wenlock (1818–1880), aus dessen Ehe mit Lady Elizabeth Grosvenor (1824–1899), Tochter des Richard Grosvenor, 2. Marquess of Westminster. Er besuchte das Eton College und begann 1867 ein Studium am Trinity College der Universität Cambridge, das er 1871 als Bachelor of Arts abschloss. 1870 begann er auch eine juristische Ausbildung am Inner Temple.

### Militärische Karriere
Noch während seines Studiums trat er 1869 als Cornet des Yeomanry-Regiments Yorkshire Hussars (Alexandra, Princess of Wales’s Own) in die British Army ein und stieg dort 1874 zum Captain auf. 1881 erhielt er zudem das Amt des Honorary Colonel der 2nd East Riding of Yorkshire Royal Garrison Artillery (Volunteers), die 1908 zur 2nd Northumbrian Brigade, Royal Field Artillery, umbenannt und reorganisiert wurde. Er wurde 1886 ehrenhalber zum Major befördert und schied 1895 formell aus dem Dienst der Yorkshire Hussars aus. 1901 wurde er mit der Volunteer Officers’ Decoration (VD) ausgezeichnet.
1902 wurde er zum Lieutenant-Colonel befördert und im selben Jahr gründete er das Regiment East Riding of Yorkshire Yeomanry auf, das nach ihm den Spitznamen Wenlock’s Horse erhielt und dessen Honorary Colonel er ab 1908 war. Die 1911 eröffnete Kaserne Wenlock Barracks in Kingston-upon-Hull wurde nach ihm benannt.

### Politische Karriere
Wenlock wurde Justice of the Peace für das East- und das North Riding of Yorkshire und Mitglied sowie zeitweise Vorsitzender des County Council des East Riding of Yorkshire. Bei der Parlamentswahl im März/April 1880 wurde er als Abgeordneter der Liberal Party für den Wahlkreis Chester ins britische House of Commons gewählt. Noch im selben Jahr erbte er beim Tod seines Vaters am 6. November 1880 dessen Adelstitel als 3. Baron Wenlock und 10. Baronet, of Spoonhill, wurde dadurch auf Lebenszeit Mitglied des britischen House of Lords und schied dazu aus dem House of Commons aus.

### Gouverneur von Madras
1890 wurde Lord Wenlock von der Conservative Party, die im Vereinigten Königreich an die Macht kam, zum Gouverneur der Präsidentschaft Madras in Britisch-Indien ernannt. Er traf am 23. Januar 1891 in Madras ein und hatte das Amt bis zum 18. März 1896 inne. Er legte den Grundstein für die Nilgiri Mountain Railway, deren Bau im August 1891 während seiner Amtszeit begann. In den Jahren 1891 und 1892 wurden die nördlichen Distrikte der Präsidentschaft Madras von einer schrecklichen Hungersnot heimgesucht. Die Beharrlichkeit der Regierung, weiterhin Getreide aus den Distrikten Ganjam und Viazgapatm zu exportieren, verschlimmerte die Situation noch. Lord Wenlock gründete 1893 das Board of Mohammedan Education. 1895 legte er den Grundstein für das Sonnenphysik-Observatorium in Kodaikanal. Die Wenlock Ward des General Hospital in Madras wurde ihm zu Ehren errichtet. Während seiner Amtszeit erwarb die Regierung von Madras ein Krankenhaus in Mangalore und benannte es nach ihm in Wenlock District Hospital um. Lord Wenlock ließ das Regierungsgebäude in Madras erheblich erweitern und legte den Grundstein für das Madras High Court.
1891 wurde er als Knight Grand Commander des Order of the Star of India (GCIE) und 1896 als Knight Grand Commander des Order of the Indian Empire (GCSI) ausgezeichnet.

### Späteres Leben
Von 1901 bis 1910 hatte er das Hofamt eines Lord of the Bedchamber für den späteren König Georg V. inne, während dieser noch Prince of Wales war. 1901 wurde er als Knight Commander der zivilen Abteilung des Order of the Bath (KCB) ausgezeichnet und ins Privy Council aufgenommen. 1906 wurde ihm die Ehrendoktorwürde eines Doktor der Rechte (Hon. LL.D.) der Universität Leeds verliehen. Von 1909 bis 1912 amtierte er als High Steward von Kingston-upon-Hull und von 1910 bis 1912 als Vice-Chamberlain für Königin Mary.
Zeitweise arbeitete er auch als Vorstand (Chairman) der Yorkshire Insurance sowie als ein Direktor der North Eastern Railway und der Barclays Bank.
Er starb am 15. Januar 1912 im Alter von 62 Jahren. Da er keine männlichen Nachkommen hinterließ, fielen seine Adelstitel an seinen Bruder Richard Lawley als 4. Baron Wenlock.

## Ehe und Nachkommen
Am 14. Mai 1872 hatte er Lady Constance Mary Lascelles (1889–1976), Tochter des Henry Thynne Lascelles, 4. Earl of Harewood, geheiratet. Mit ihr hatte er eine Tochter, Hon. Irene Constance Lawley (1889–1976), die Colin Gurden Forbes-Adam (1889–1982), Sohn des Sir Frank Forbes-Adam, 1. Baronet, heiratete.
Da er keine männlichen Nachkommen hinterließ, erbte sein Bruder Richard Lawley seine Adelstitel.